# 道の駅しもつま
道の駅しもつま（みちのえき しもつま）は、茨城県下妻市にある国道294号の道の駅である。

## 施設
広い施設で営業も夜遅くまで行っている。また、施設内では納豆などの製造直売も行っている。
- 駐車場（普通車58台、大型車51台、身体障害者用1台）
- トイレ（男8、女8、小児用2、障害者用1）
- 公衆電話
- 総合案内所（9:00 - 20:00）
- 無料休憩所
- 観光物産館（9:00 - 21:00（10月 - 3月： - 20:00））
- 和風レストラン294（11:00 - 21:00（10月 - 3月： - 20:00））
- ファーストフード陽陽（6:00 - 22:00（10月 - 3月： - 21:00））
- アートギャラリー
- 研修室
- 展望ギャラリー（9:00 - 20:00）
- 農産物直売館（9:00 - 19:00（10月 - 3月： - 18:00））
- そば打ちめいじん亭（11:00 - 20:00）
- 農産物加工施設（納豆・味噌・漬物の製造）（9:00 - 18:00）

## アクセス
- 国道294号 - 登録路線

## 周辺
- 下妻市立騰波ノ江小学校
- 騰波ノ江駅
- 小貝川
  - 小貝大橋